# Rupert Mayer
Rupert Mayer (Stoccarda, 23 gennaio 1876 – Monaco di Baviera, 1º novembre 1945) è stato un gesuita tedesco.
Nel periodo del nazionalsocialismo, Mayer fece parte della resistenza antinazista cattolica.

## Biografia
Nacque in una famiglia con molti fratelli. Dopo la maturità, nel 1894, studiò filosofia e teologia a Friburgo in Svizzera, a Monaco di Baviera ed a Tubinga. Il 2 maggio 1899 fu consacrato prete a Rottenburg.

Dal 1912 lavorò come padre gesuita a Monaco di Baviera. Già negli anni venti vide nel movimento nazista un grande pericolo incombente sull'umanità predicando che un cattolico tedesco non avrebbe mai potuto essere nazionalsocialista essendo le due cose incompatibili. Nonostante il divieto di raccogliere denaro per la Caritas, sfidò i nazisti mettendosi davanti alla chiesa di San Michele a Monaco e raccogliendo denaro per questa istituzione cattolica.

Per via delle sue coraggiose prediche la Gestapo lo arrestò e gli vietò di predicare. Mayer, una volta rilasciato, continuò con le sue prediche sempre più coraggiose. Il 5 gennaio 1938 fu nuovamente arrestato ed incarcerato a Landsberg.
Grazie ad un accordo, fu rilasciato il 3 maggio 1938. Da allora in poi Rupert Mayer non predicò più, ma si rifiutò categoricamente di svelare il segreto confessionale. Il 3 novembre fu arrestato una terza volta e portato nel campo di concentramento di Sachsenhausen, vicino a Berlino e lontano dalle comunità cattoliche tedesche. Visto che il suo stato di salute si deteriorava sempre di più, i nazisti, per non far di lui un martire, lo internarono successivamente nel monastero di Ettal vicino ad Oberammergau, dove non aveva contatti con il mondo esterno. In quel monastero fu internato per pochi mesi anche il pastore evangelico Dietrich Bonhoeffer, anch'esso antinazista. A guerra finita, Rupert Mayer tornò a Monaco, nel convento dei Gesuiti, riprese a predicare ma morì nello stesso anno (novembre 1945) mentre predicava dal pulpito della Michaelskirche.

## Culto
È sepolto nella cripta della chiesa della congregazione mariana a Monaco, la Bürgersaalkirche.
Nel 1987 fu beatificato da papa Giovanni Paolo II, che visitò la sua tomba.
La sua tomba è meta di numerosi pellegrini ed è uno dei luoghi più spirituali nella capitale bavarese. Il suo coraggio è esemplare per molti.

Sul retro dell'altare si trova allestito un piccolo museo sul beato Rupert Mayer.
In Italia gli è stata dedicata, nel 1991, la chiesa parrocchiale di Soprabolzano, nella Provincia autonoma di Bolzano.
Nella cittadina di Poing (Monaco di Baviera) nel 2018 è stata edificata la Chiesa Padre Rupert Mayer dell'arch. Andreas Meck.